# 心荒野経
『心荒野経』（しんこうやきょう、巴: Cetokhila-sutta, チェートーキラ・スッタ）とは、パーリ仏典経蔵中部に収録されている第16経。『心不毛経』（しんふもうきょう）とも。
類似の伝統漢訳経典としては、『心穢経』（大正蔵206）等がある。
釈迦が、比丘達に、5つの疑などに関する仏法を説いていく。

## 日本語訳
- 『南伝大蔵経・経蔵・中部経典1』（第9巻） 大蔵出版
- 『パーリ仏典 中部（マッジマニカーヤ）根本五十経篇I』 片山一良訳 大蔵出版
- 『原始仏典 中部経典1』（第4巻） 中村元監修 春秋社